# Eleutherodactylus dimidiatus
Eleutherodactylus dimidiatus är en groddjursart som först beskrevs av Cope 1862.  Eleutherodactylus dimidiatus ingår i släktet Eleutherodactylus och familjen Eleutherodactylidae. IUCN kategoriserar arten globalt som nära hotad. Inga underarter finns listade i Catalogue of Life.